# G. Kuhn
G. Kuhn, Maschinen- und Kesselfabrik, Eisen- & Gelbgießerei, Stuttgart-Berg war eine Maschinenfabrik im Stuttgarter Stadtteil Berg. Als erste Dampfkesselfabrik Stuttgarts gilt die Firma als Pionier der Industrialisierung. Eigenständig existierte das Unternehmen von 1852 bis 1902.

## Firmengeschichte

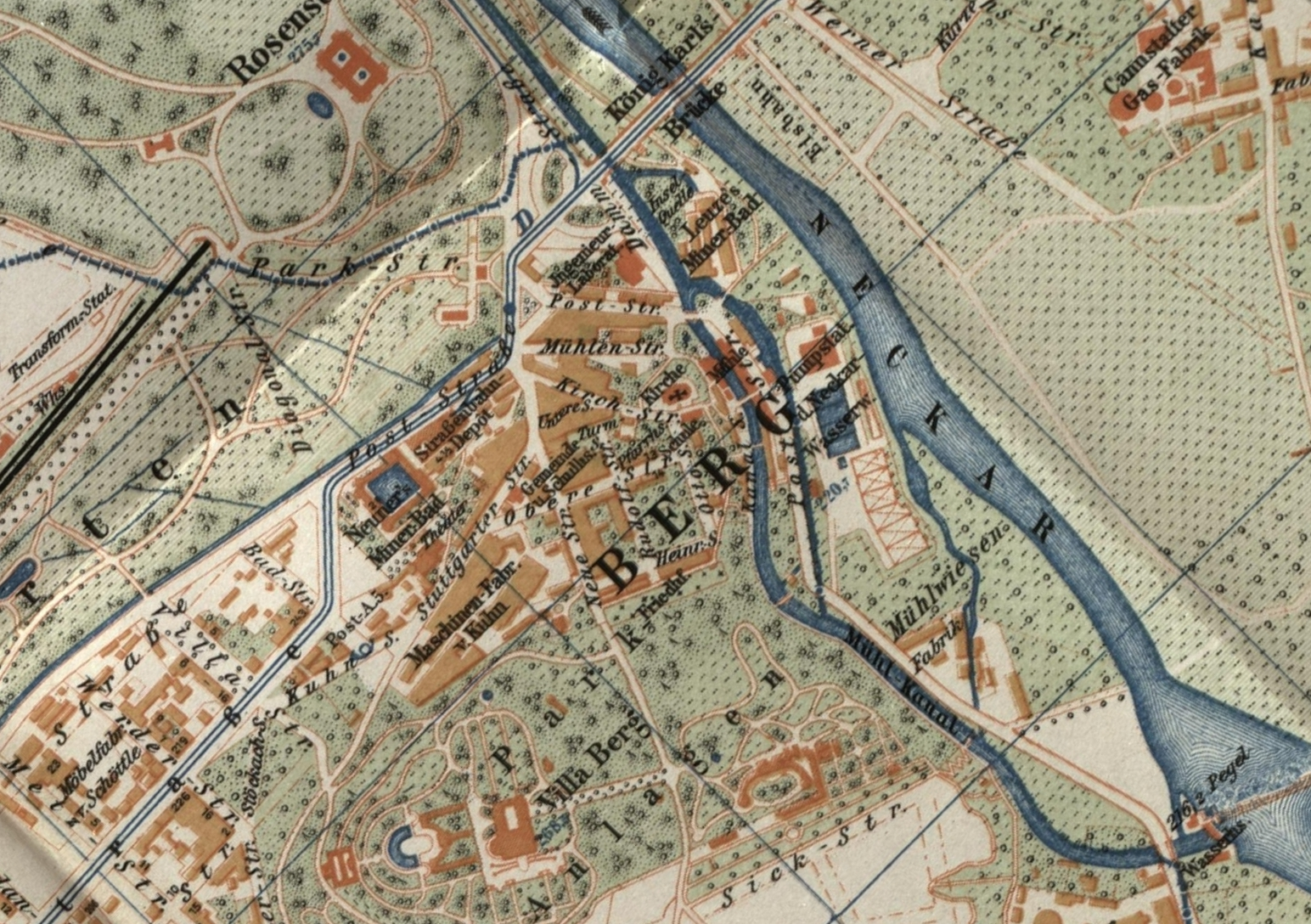
Stuttgart-Berg, Stadtplan mit „Maschinen-Fabr. v. Kuhn“.

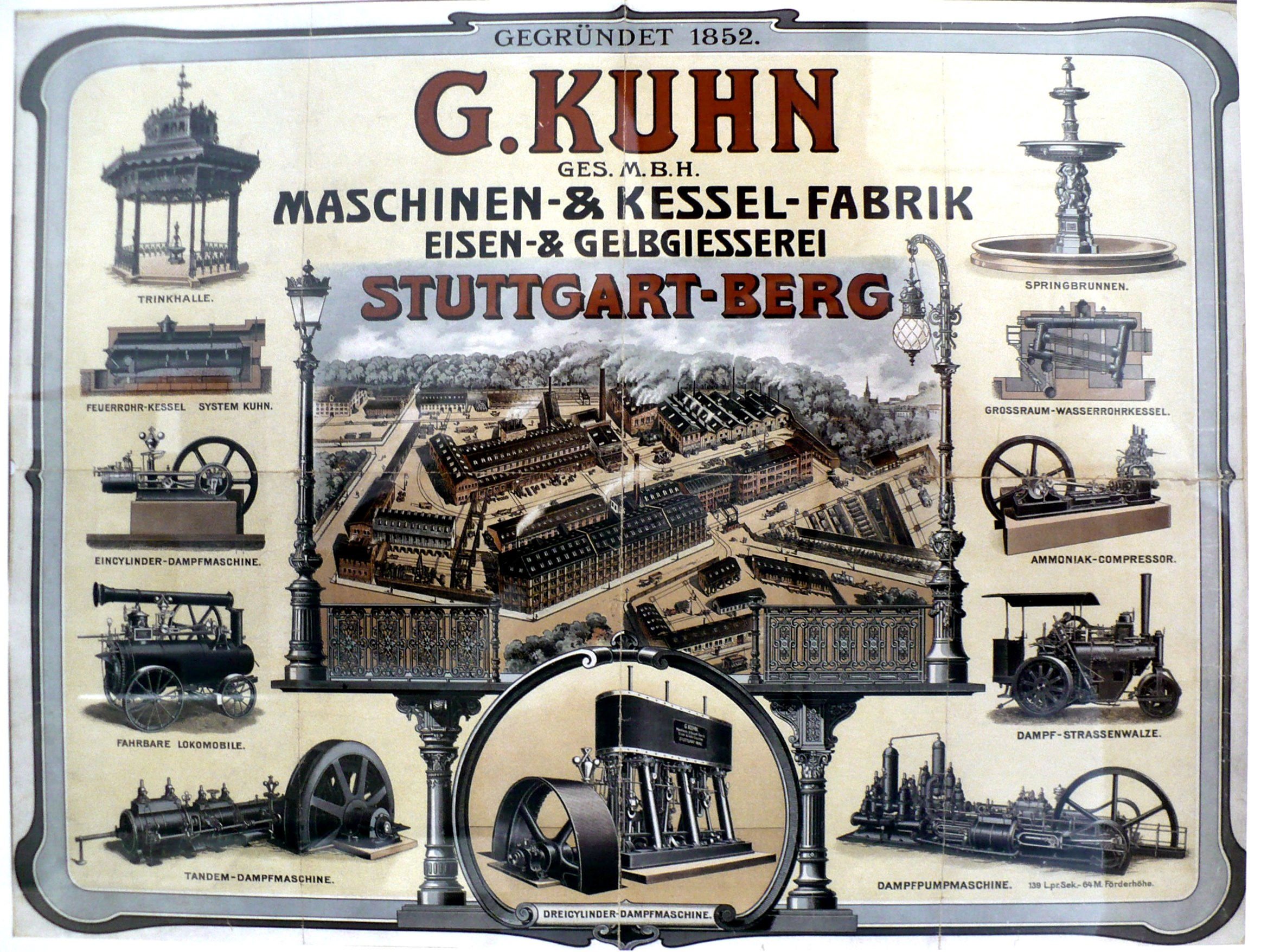
Werbeplakat um 1900.

Gegründet wurde die Fabrik von Gotthilf Kuhn. Der gelernte Schmiedehandwerker kam nach seiner Ausbildung und nach damals noch üblicher Wanderschaft mit dem dabei erwirtschafteten Geld nach Stuttgart, um sich im Gaugerschen Bierkeller (Schwanen) in Stuttgart-Berg einzumieten und dort eine Firma zu gründen. Bereits zum Jahresende der Firmengründung 1852 konnte der als Werkstätte eröffnete Betrieb um eine Kesselschmiede erweitert werden. Kuhn gehörte zu den ersten größeren metallverarbeitenden Betrieben in Württemberg und wuchs schnell. Schon im Gründungsjahr beschäftigte Kuhn 36 Mitarbeiter.
1857 erweiterte sich der Betrieb um eine eigene Gießerei. Bis dahin wurden Gusserzeugnisse noch aus Quellen von Drittfirmen, meist aus Wasseralfingen, bezogen. Es entstand die G. Kuhn, Maschinen- und Kesselfabrik, Eisen- und Gelbgießerei. Zehn Jahre später brannte ein großer Teil des Betriebes aus, was Kuhn dazu nutzte, seine Firma neu und weniger störungsanfällig zu rekonzipieren. 1887 wurde er mit der Produktion von Graugusszylindern zu einem Zulieferer für die noch junge Automobilindustrie. Zudem wurden bis zur Jahrhundertwende repräsentative Filialbüros in Berlin, Köln, München und Frankfurt am Main eröffnet. International begründete das Unternehmen einen Filialbetrieb in Sankt Petersburg. Zum Jahrhundertwechsel waren fast 1300 Arbeiter in der Firma tätig. Da überall Industriebetriebe, Brauereien, Brennereien, Ziegeleien und Zuckerfabriken entstanden, wurden diese mit Betriebsmaschinen der Firma Kuhn beliefert. Prominente Abnehmer von Maschinen waren in Stuttgart beispielsweise die Hofbuchdruckerei Greiner & Pfeiffer, die Lederfabrik C. F. Roser oder das Chemieunternehmen G. Siegle & Co.
Noch vor dem Ersten Weltkrieg brachen im Zuge der sich verschärfenden Inflation etliche Berger Firmen ein. Ab 1902 liefen auch die Geschäfte der Firma Kuhn zunehmend schlechter und das Unternehmen geriet in Nöte. Das Jubiläumsjahr 1902 (fünfzigjährige Firmengeschichte) führte schließlich zum Verlust der Selbstständigkeit. Bereits 1890 hatte Ernst Kuhn, der Sohn des Firmengründers, die Firmenleitung übernommen. Die Bemühungen gingen dahin, die hohe Fachkompetenz zu erhalten und große Teile der Belegschaft zu retten. Trotz des Eigentumsübergangs an die Maschinenfabrik Esslingen AG (ME) blieb Ernst Kuhn zunächst Geschäftsführer. Die Konstruktion und die produktive Ausführung von Dampfkesseln wurden in Esslingen vereinigt. Die vollständige Aufgabe der restlichen Produktionsstätten in Stuttgart-Berg erfolgte im Zuge der Eröffnung des neuen ME-Werkes in Esslingen-Mettingen 1912–1913.
In der Zeit des Ersten Weltkrieges waren in Gebäuden der gut zehn Jahre zuvor stillgelegten Kuhnschen Fabrik Kriegsgefangene untergebracht, meist Franzosen. Nachdem das Gelände in der Folgezeit immer wieder an diverse Firmen verpachtet worden war, wurden Teile der Anlage letztlich abgerissen. 1960 erfolgte der vollständige Abriss.

## Architektur
Die Baukörper der Fabrik G. Kuhn ließen sich den Bauten des Historismus zuordnen. Das Hauptaugenmerk der Zeit lag auf unverputzten offenen Backsteinbauten, die jedoch unter das Ortsbaustatut von Stuttgart fielen, welches regelte, anderweitige Bauweisen zu verbieten.

## Produkte

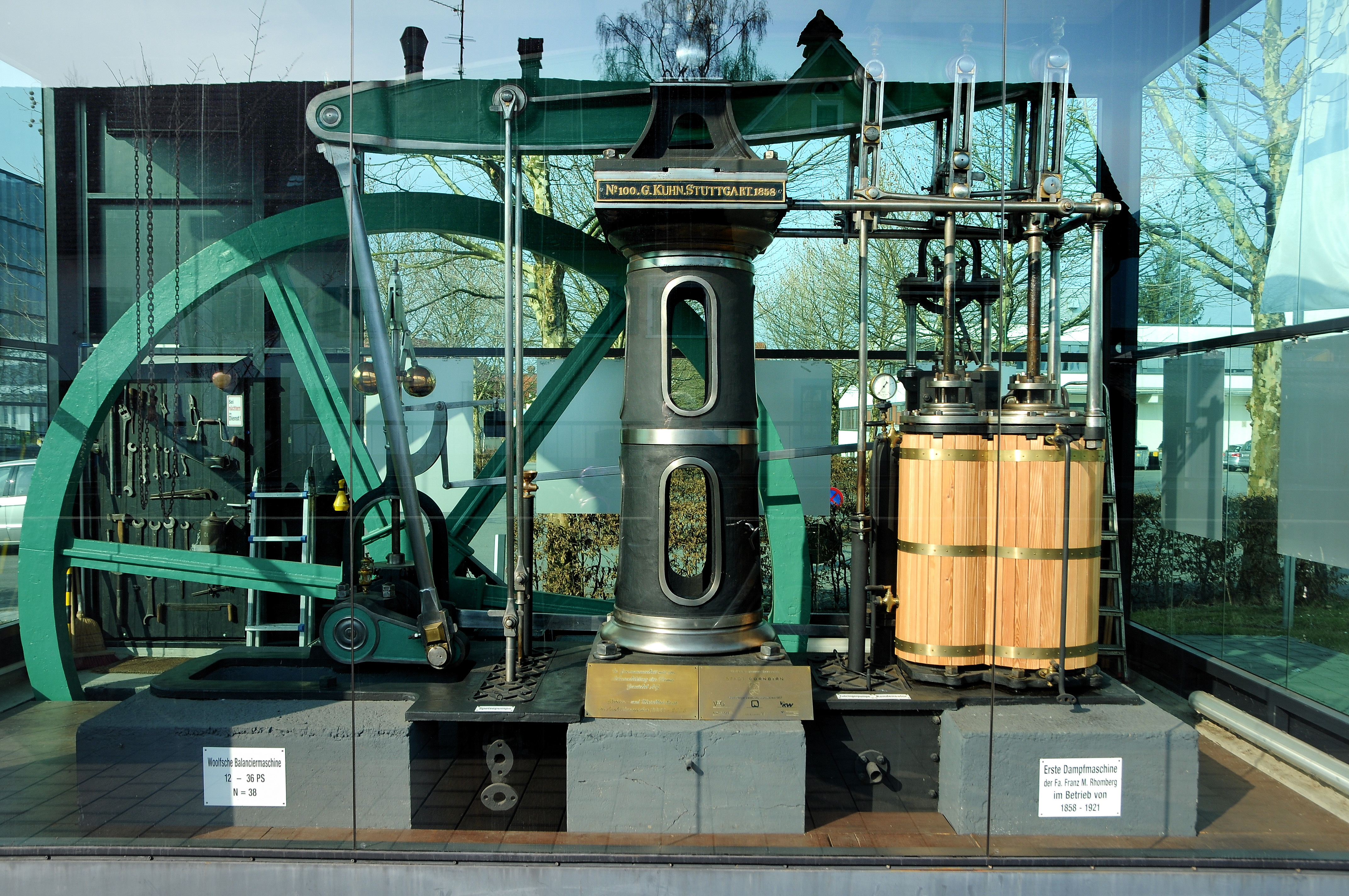
Eine Woolfsche Balanciermaschine aus dem Jahre 1858 steht in Dornbirn.

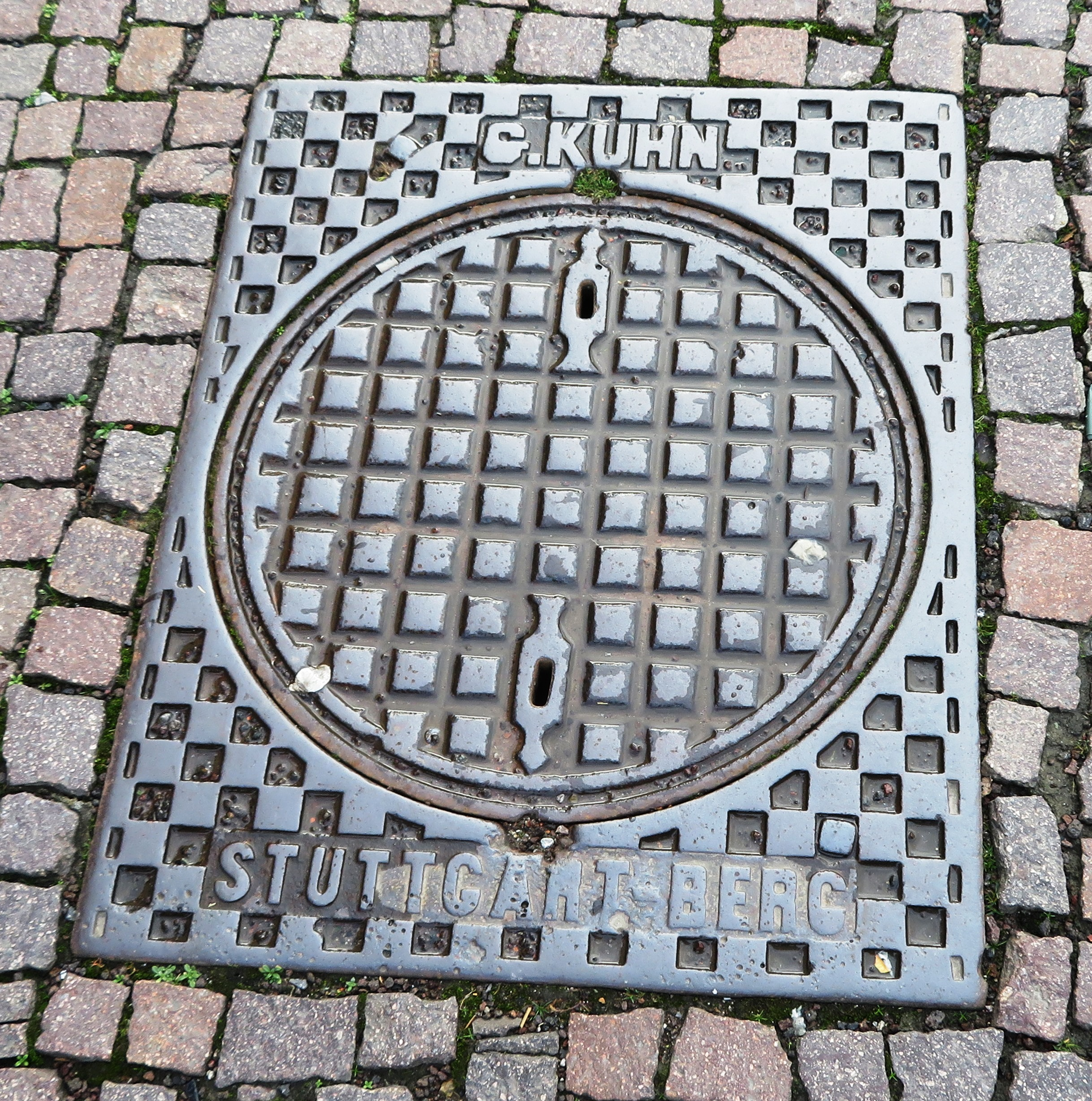
Ein Schachtdeckel von G. Kuhn in Stuttgart

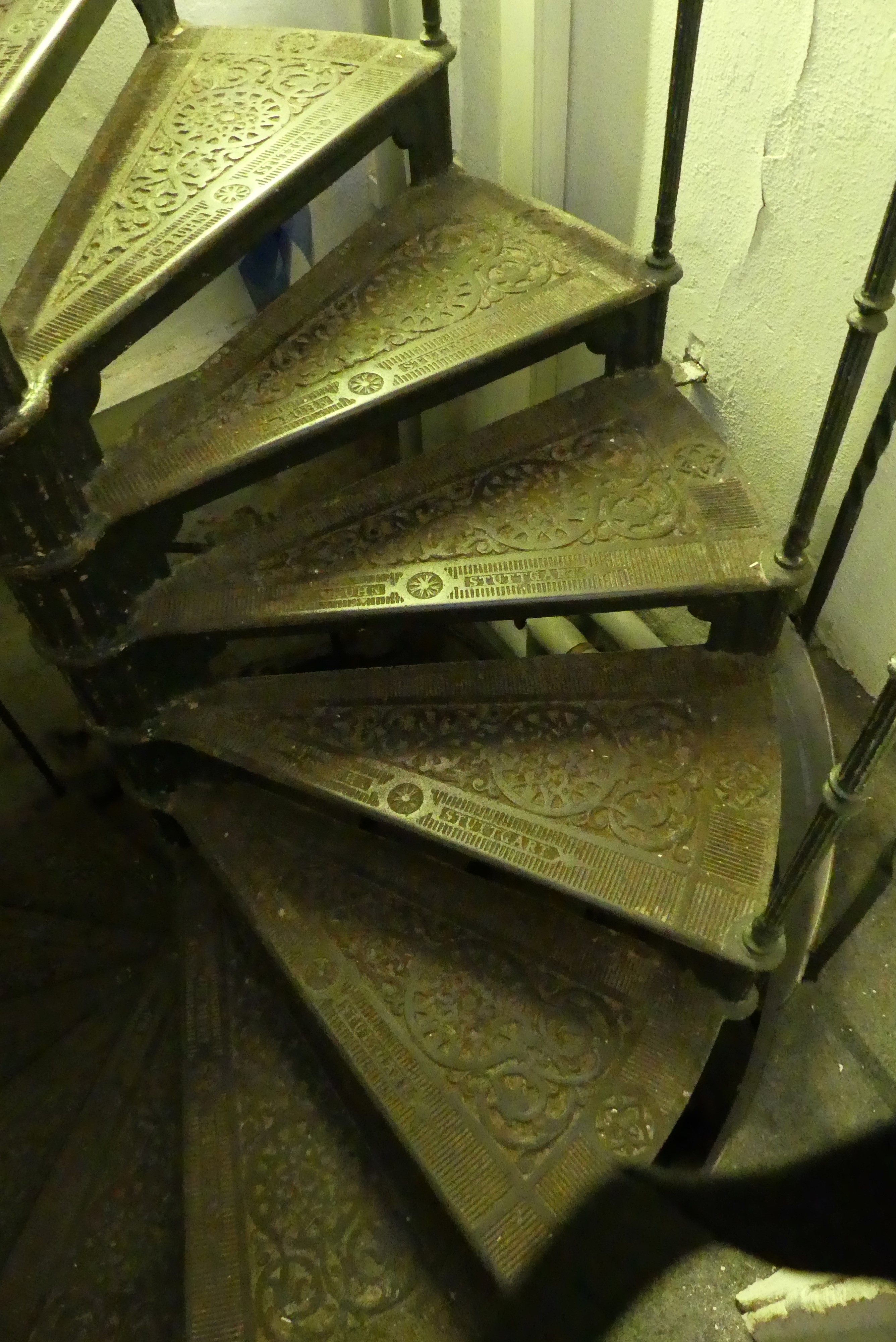
Wendeltreppe von G. Kuhn in Neu-Ulm

Kuhn fabrizierte und lieferte komplette Fabrikeinrichtungen, Dampfmaschinen und Dampfkessel. Mit zehn bis vierzehn Pferde starken Zugeinrichtungen verbrachte das Unternehmen die Güter zum Güterbahnhof nach Cannstatt. Für die Maschinen und Kessel führte Kuhn getrennte Fabriknummern-Verzeichnisse. Die Firma stellte zudem Lokomotiven her. Kuhn trug mit der Verbreitung der Dampfmaschine sehr wesentlich zur Industrialisierung bei.
- Die älteste im Fabriknummernverzeichnis Maschinen eingetragene Lieferung (Nr. 4) ging an Bardilli, eine lokale Brauerei in Stuttgart.
- Die Maschine mit der Fabriknummer 1 war eine Dampfspeisepumpe für das Reutlinger Bruderhaus.
- Ein fahrbahres Lokomobil wurde 1859 mit der Fabriknummer 127 (Kessel 220) an die Württembergischen Staatseisenbahnen (Generaldirektion der Staatseisenbahnen) ausgeliefert.
- Die Süddeutsche Eisenbahnbaugesellschaft beauftragte Kuhn mit der Lieferung von drei gleichen Schmalspur-Baulokomotiven, die im Auftragsbuch als Erdtransportlokomotiven eingetragen wurden.
- Die erste Lokomotive ging an die Firma Schöttle & Schuster nach Berlin.
- Ab 1887 lieferte Kuhn für Gottlieb Daimler Automobilmotoren-Zylinder in Spezial-Grauguss und 1890 den ersten Vierzylinderblock der Welt nach Konstruktion von Wilhelm Maybach.

Daneben experimentierte Kuhn ebenso wie Gottlieb Daimler mit dem Gasmotor. Für das Kleingewerbe stellte das Unternehmen Wassermotoren her.
In den 1870er und 1880er Jahren fertigte Kuhn für die Wasserversorgung Stuttgarts die notwendigen Gusseisenrohre, welche die vormaligen Ton- und Steinröhren ablösten. Für Ludwigsburg übernahm die Firma Kuhn gar den Bau des vollständigen Wasserleitungsnetzes.

## Marktumfeld in Stuttgart
Die Maschinen- und Apparatebauindustrie lag bis zur Mitte des 19. Jahrhunderts vornehmlich in ausländischen Händen. Eine Konkurrenzsituation hierzu konnte zunächst nicht geschaffen werden, da die Produktionsbedingungen, wie die beengte Rohstofflage und die schlechte Verkehrsanbindung, ungünstig waren. An eine Förderung der Schwerindustrie im engen Sinne war gar nicht zu denken. Stattdessen entstanden Herstellerfirmen für einfache Maschinen. Die wachsende Diversifizierung der Industrie im elektrotechnischen und feinmechanischen Bereich oder auch bei den Spezialmaschinenerzeugern erforderte zunehmend die maschinelle Unterstützung durch Kesselfabriken, Gießereien und andere Metallfabriken. Der hohe Platzbedarf derartiger Firmen konnte in Stuttgart-Berg, in Stuttgart-Heslach, aber auch im zentralurbanen Bereich gewährleistet werden, weshalb sich Firmen wie G. Kuhn, Hildt & Metzger, die „Glockengießerei Heinrich Kurtz“, die „Eisengießerei H. Kuhn“ oder die „Dampfkesselfabrik M. Streicher“ etablieren konnten und florierten.

## Sozialeinrichtungen
Kuhn engagierte sich für seine Belegschaft auf einigen sozialen Gebieten des Vorsorgewesens.
- 1855 richtete er eine – von ihm bezuschusste – betriebseigene Krankenkasse ein.
- 1865 folgte die Einrichtung einer Sparkasse, die für Guthaben eine 4,5%ige Verzinsung – bei kostenfreier Kontoführung – gewährte.
- 1872 wurde der arbeitnehmerfreundliche Achtstundentag eingeführt.
- Langjährig Beschäftigte wurden vom Beitrag zur Altersversicherung befreit.

## Trivia
- Der Männer-Gesangsverein Stuttgart Berg 1856 e. V.[3] wurde als Werks-Chor Vulkania gegründet.
- Auf dem früheren Firmenareal residierte von 1926 bis 1928 die Landesfrauenklinik (Landeshebammenschule).